# Trichostomum flavisetum
Trichostomum flavisetum är en bladmossart som beskrevs av A. P. de Candolle in Lamarck och A. P. de Candolle 1815. Trichostomum flavisetum ingår i släktet lansettmossor, och familjen Pottiaceae. Inga underarter finns listade i Catalogue of Life.